# Liste der Baudenkmale in Oldenburg (Oldb) – Theaterwall
In der Liste der Baudenkmale in Oldenburg (Oldb) – Theaterwall stehen alle Baudenkmale der Straße Theaterwall in Oldenburg (Oldb).  Die Quelle der IDs und der Beschreibungen ist der Denkmalatlas Niedersachsen.
Der Stand der Liste ist das Jahr 2022.

## Allgemein
In den Spalten befinden sich folgende Informationen:
- Lage: die Adresse des Baudenkmales und die geographischen Koordinaten. Kartenansicht, um Koordinaten zu setzen. In der Kartenansicht sind Baudenkmale ohne Koordinaten mit einem roten Marker dargestellt und können in der Karte gesetzt werden. Baudenkmale ohne Bild sind mit einem blauen Marker gekennzeichnet, Baudenkmale mit Bild mit einem grünen Marker.
- Bezeichnung: Bezeichnung des Baudenkmales
- Beschreibung: die Beschreibung des Baudenkmales. Unter § 3 Abs. 2 NDSchG werden Einzeldenkmale und unter § 3 Abs. 3 NDSchG Gruppen baulicher Anlagen und deren Bestandteile ausgewiesen.
- ID: die Objekt-ID des Baudenkmales
- Bild: ein Bild des Baudenkmales, ggf. zusätzlich mit einem Link zu weiteren Fotos des Baudenkmals im Medienarchiv Wikimedia Commons. Wenn man auf das Kamerasymbol klickt, können Fotos zu Baudenkmalen aus dieser Liste hochgeladen werden:

Zurück zur Hauptliste
| Lage                                        | Bezeichnung                      | Beschreibung | ID       | Bild |
| ------------------------------------------- | -------------------------------- | --- | -------- | ---- |
| Theaterwall 53° 8′ 20″ N, 8° 12′ 40″ O      | Tobiasbrunnen                    | Brunnenanlage von Paul Peterich, um 1895. 1961 neben den Pulverturm umgesetzt, im Rahmen der Wiederherstellung der Theaterwallanlagen 1995 wieder an den ursprünglichen Standort zurückversetzt. | 37425323 | BW   |
| Theaterwall 2 53° 8′ 18″ N, 8° 12′ 47″ O    | Wohnhaus                         | Zweigeschossiger Putzbau von fünf Achsen über Sockelgeschoss unter Walmdach. Linke zwei Achsen flacher Risalit, davor eingeschossiger polygonaler Standerker unter Balkon. Mittig Sockel vorgezogen für Terrasse. Eingang rechts. Zwei Giebelgaupen mit Voluten. Putzgliederung: Rustizierung des Sockels, horizontale Fugen, geschossteilende Gesimse, Fensterrahmungen, im Erdgeschoss Balusterbrüstungen, im OG Brüstungsreliefs und Ädikulen, am Portal Pilaster und Ädikula, am Risalit Kantenlisenen, Traufgesims mit Konsolfries. Erbaut 1892, Architekt: Johann Heinrich Brandes. | 37469877 | BW   |
| Theaterwall 4 53° 8′ 18″ N, 8° 12′ 46″ O    | Wohnhaus                         | Zweigeschossiger Putzbau von drei Achsen über Kellersockel unter Walmdach. Im EG Ladeneinbau mit Schaufenstern und rechts Eingang. Im OG mittig Erker auf Konsolen, darüber Zwerchhaus unter Walmdach. Links abgeschrägte Ecke von einer Achse. Auf der linken Seite zweiachsiger Mittelrisalit, darüber Zwerchhaus unter Walmdach. Öffnungen im EG segmentbogig, im OG rundbogig. Putzgliederung: geschossteilende Gesimse, im OG Brüstungsgesims, im EG Kämpfergesims und Bogenrahmung mit Schlusssteinen, im OG Fensterrahmungen und Brüstungsreliefs, Kantenpilaster, am Erker Festonfries, Traufgesims mit Konsolen. Erbaut 1884, Architekt: Ludwig Klingenberg. | 37469899 | BW   |
| Theaterwall 10 53° 8′ 19″ N, 8° 12′ 43″ O   | Wohnhaus                         | Traufständiger zweigeschossiger Putzbau von fünf Achsen über Kellersockel unter Satteldach. Schmalseiten dreiachsig, auf der linken Seite mittig Eingang mit Freitreppe. Jüngere Schleppgaupe. Fenster im Erdgeschoss segmentbogig. Putzgliederung: Quaderung des Sockels, Kantenlisenen, Fensterrahmungen, geschossteilendes Gesims, Traufgesims mit gestelztem Bogenfries auf Lisenen und Konsolen zwischen den Fenstern. Erbaut wohl um 1858, Architekt: wohl Hero Diedrich Hillerns. | 37469944 | BW   |
| Theaterwall 14 53° 8′ 20″ N, 8° 12′ 42″ O   | Wohnhaus                         | Zweigeschossiger Putzbau von fünf Achsen unter Walmdach. Auf der linken Seite Eingang mit Windfang. Jüngere Schleppgaupe. Putzgliederung: abgesetzter Sockel, Quaderung des Erdgeschosses, geschossteilendes Gesims, im Obergeschoss horizontales Band auf Brüstungshöhe, Fensterrahmungen, im OG Brüstungsfelder. Erbaut 1842, umgebaut 1873, Architekt: Gerhard Schnitger. | 37469966 | BW   |
| Theaterwall 14a 53° 8′ 20″ N, 8° 12′ 41″ O  | Geschäftshaus                    | Eingeschossiger Pavillon unter Flachdach, ehemals Garten des Hauses Gaststraße 18. Mittig zurückgesetzter Eingang und seitlich Schaufenster. Gliederung durch horizontale und vertikale Profile, überstehendes Dach mit Gesims, Holztür, Fensterrahmen mit Eisenprofilen. Erbaut wohl in den 1920er Jahren. | 37469988 | BW   |
| Theaterwall 18 53° 8′ 21″ N, 8° 12′ 40″ O   | Wohnhaus                         | Zweigeschossiger Putzbau von fünf Achsen unter Walmdach. Eingang auf der linken Seite. Putzgliederung: abgesetzter Sockel, Quaderung des Erdgeschosses, geschossteilendes Band, im OG Brüstungsband, im OG Fensterrahmungen, Traufgesims. Erbaut 1843. | 37470032 | BW   |
| Theaterwall 19 53° 8′ 20″ N, 8° 12′ 37″ O   | Staatstheater (ehem. Hoftheater) | Zweigeschossiger Putzbau auf Sockelgeschoss, bestehend aus drei Bauteilen: von Nordosten nach Südwesten Foyerbau, Zuschauerhaus und Bühnenhaus. Bühnenhaus mittig auf quadratischem Grundriss um drittes Geschoss überhöht, unter klostergewölbeförmigem Dach mit rechteckiger Laterne. Darum nach drei Seiten querarmartige Vorbauten unter Flachdächern, der südöstliche zur Roonstraße im Obergeschoss mit Portikusmotiv aus vier eingestellten Säulen und Dreiecksgiebel. Zuschauerhaus vierachsig mit mittelschiffsartig erhöhtem Mittelteil, dieses durchgehend zum Foyer und unter Satteldach. Am Foyer weitere querarmartige Vorbauten mit Portikusmotiven aus zwei Säulen und Dreiecksgiebel. Vor der Fassade zum Theaterwall Loggia mit drei Arkadenbögen (ehemals mit vorgelagerter Freitreppe) und im Obergeschoss Säulenportikus aus rechteckigen Kantensäulen und vier korinthischen Säulen unter Dreiecksgiebel, Raum dahinter als Terrasse gestaltet und mit Balustrade versehen; dahinter Binnenfassade mit drei Türen und querovalen Oculi darüber, durch die Eineinhalbgeschossigikeit die Pilastergliederung und die Säulenfront davor kolossal. Öffnungen am ganzen Bauwerk außer am Sockel rundbogig. | 37423038 |      |
| Theaterwall 20 53° 8′ 21″ N, 8° 12′ 39″ O   | Wohnhaus                         | Dreigeschossiger Putzbau von acht Achsen unter Walmdach. Drittes Geschoss etwas niedriger. Äußere Achsen breiter und mit Balkonen im ersten Obergeschoss, darunter risalitartige Wandfelder. Im Erdgeschoss jüngerer Gastronomieeinbau, nur linkes Fenster alt. Eingang auf der linken Seite. Putzgliederung: geschossteilende Gesimse, Brüstungsgesimse, Fensterrahmungen. Erbaut 1842, um 1882 aufgestockt. | 37470054 | BW   |
| Theaterwall 22 d 53° 8′ 24″ N, 8° 12′ 38″ O | Wohnhaus                         | Rückwärtiges Gebäude zu Burgstraße 13. Zweigeschossiger Backsteinbau unter Mansarddach. Eingang auf der Südseite mittig. Auf der Südseite zwei Schleppgaupen und auf der Nordseite eine. Erbaut 1923. | 37470120 |      |
| Theaterwall 24 53° 8′ 22″ N, 8° 12′ 38″ O   | Wohnhaus                         | Zweigeschossiger Putzbau von fünf Achsen über Sockelgeschoss unter Walmdach. Eingang mittig. Auf der rechten Seite zurückgesetzter Vorbau mit jüngerem Garageneinbau unter Balkon. Putzgliederung: geschossteilende Gesimse, Brüstungsgesimse, Fensterrahmungen, Portalrahmung mit bekrönendem Gesims auf Volutenkonsolen, Kranzgesims mit Rautenfries. Erbaut 1852. | 37470076 | BW   |
| Theaterwall 24a 53° 8′ 23″ N, 8° 12′ 37″ O  | Remise                           | Ehemals Nebengebäude (Remise mit Kutscherwohnungü) zu Haus Nr. 24. Eingeschossiger giebelständiger Putzbau von drei Achsen unter Satteldach. Links zweiachsige Auslucht unter Balkon. Eingang auf der rechten Seite. Sparsame Putzgliederung: Fensterrahmungen. Erbaut 1852. | 37460980 | BW   |
| Theaterwall 28 53° 8′ 23″ N, 8° 12′ 36″ O   | Wohnhaus                         | Zweieinhalbgeschossiger Putzbau von sieben Achsen mit Mezzanin unter Walmdach. Eingang mittig. Links rückwärtiger, wohl jüngerer Flügel. Putzgliederung: Quaderung des Erdgeschosses, geschossteilende Gesimse, im Obergeschoss Brüstungsgesims, Kantenlisenen, Fensterrahmungen, Portalrahmung mit Abschlussgesims auf Volutenkonsolen. Erbaut 1842, nachträglich (1873 oder 1883) aufgestockt. | 37470098 | BW   |
| Theaterwall 30 53° 8′ 24″ N, 8° 12′ 35″ O   | Verwaltungsgebäude               | Dreigeschossiger Putzbau von zwölf Achsen über Kellersockel unter Walmdach. An der Fassade dichte Reihung von Fenstern, im Keller mit Glasbausteinen, darum gitterartiges Raster aus horizontalen und vertikalen Betonbändern. Moderne Walmgaupen. Rückwärtig etwas jüngere viergeschossige Anbauten, z. T. unter Walmdach, überwiegend unter Flachdach. Erbaut 1953–1954, Architekt: Rudolf Bürgin. | 37475706 | BW   |
| Theaterwall 31 53° 8′ 23″ N, 8° 12′ 30″ O   | Cäcilienschule                   | Ehemalige Cäcilienschule (später Helene-Lange-Schule, heute Probengebäude des Staatstheaters). Haupttrakt zum Wall, zweigeschossiger Backsteinbau von sieben Achsen über Kellersockel unter Satteldach. An beiden Schmalseiten Mittelrisalit mit Zwerchgiebel, der östliche mit Eingang und moderner Freitreppe. Auf der Südseite mittig eingeschossiger Vorbau von fünf Achsen, im Souterrain als Loggia. Fenster im Erdgeschoss segmentbogig, im OG rundbogig. Backsteingliederung: geschossteilende Friese mit Zahnschnitt, farbig abgesetzte Bänderung, Bogenfries unter der Traufe, an der Ostseite im OG gerahmte Wandfelder mit Stuckreliefs (Büsten der Großherzogin Cäcilie und des Prinzen Peter). Im rechten Winkel dazu nach Südwesten weiterer, zweigeschossiger T-förmiger Trakt unter Satteldächern, mit Segmentbogenfenstern, formal dem Hauptbau angeglichen. Erbaut 1866–1867 auf dem ehem. Ravelin „Gänsenest“ als erste öffentliche höhere Mädchenschule im Großherzogtum Oldenburg, Architekten: Johann Heinrich Strack, Heinrich Früstück (Bauleitung). 1879 erweitert. | 37423061 | BW   |
| Theaterwall 32 53° 8′ 24″ N, 8° 12′ 35″ O   | Wohnhaus                         | Zweigeschossiger Putzbau von fünf Achsen über Kellersockel unter Mansardwalmdach. Auf der rechten Seite zurückgesetzter Vorbau mit jüngerem Garageneinbau. Eingang auf der linken Seite. Zwei Segmentbogengiebelgaupen mit Voluten. Putzgliederung: Quaderung des Sockels und der Kanten, horizontale Fugen am Erdgeschoss, geschossteilende Gesimse, im OG Brüstungsgesims, Fensterrahmungen, im Obergeschoss Ädikulen und Pilaster auf Konsolen, Traufgesims mit Konsolfries. Erbaut 1846, Umbauten 1871, 1873 und 1883 (zwei Anbauten). Heute genutzt durch die Handwerkskammer Oldenburg. | 37470144 | BW   |
| Theaterwall 41 53° 8′ 26″ N, 8° 12′ 29″ O   | Wohnhaus                         | Zweigeschossiger Putzbau von vier Achsen über Kellersockel unter Mansardwalmdach. Links zusätzliche Achse als abgeschrägte Ecke, davor eingeschossiger Standerker unter Balkon. Rechts zweiachsiger Risalit, darüber Zwerchgiebel mit Voluten. Auf der rechten Seite zurückgesetzter Vorbau mit Eingang. Putzgliederung: Rustizierung des Sockels, Quaderung, geschossteilende Gesimse, im Obergeschoss Brüstungsgesims, Fensterrahmungen, im Obergeschoss Balusterbrüstungen, am Erker, an der Ecke und am Risalit Pilaster (im EG des Risalits mit gequaderten Schäften) und Gebälk, am Risalit im OG Halbsäule, Kranzgesims. Rechts Rest des Vorgartens und eiserne Einfriedung mit verputzten Pfosten. Im Kern erbaut 1848, 1898 tiefgreifender Umbau, Architekt: Heinrich Früstück. | 37423084 | BW   |
| Theaterwall 45 53° 8′ 27″ N, 8° 12′ 30″ O   | Wohnhaus                         | Zweigeschossiger Putzbau von drei Achsen über Kellersockel unter Pyramidendach. Auf der rechten Seite zurückgesetzter Vorbau mit Eingang. Auf der linken Seite jüngerer zurückgesetzter Anbau mit Garage. Putzgliederung: geschossteilene Gesimse, im EG horizontale Fugen, Fensterrahmungen, im OG Pilaster, Gebälke und Brüstungsfelder. Erbaut 1866. | 37470169 | BW   |
| Theaterwall 47 53° 8′ 28″ N, 8° 12′ 30″ O   | Konditorei Klinge                | Eckhaus zur Ofener Straße. Zweieinhalbgeschossiger Putzbau von fünf Achsen mit Drempel unter Walmdach. Mittelrisalit mit Eingang, im ersten Geschoss Eisengitter zwischen Konsolen in der Art eines Französischen Balkons. Im EG mehrfach veränderter Ladeneinbau. Drempel mit kleinen Oculi. Auf der rechten Seite zur Ofener Straße fünf schmalere Achsen, in der linken und zweiten von rechts das Balkonmotiv, darunter risalitartige Wandfelder. Fenster auf der rechten Seite im EG rundbogig. Putzgliederung: Quaderung, geschossteilendes Gesims (mit Palmettenfries bis zur Brüstung des Obergeschosses reichend), Zahnschnitt unter der Traufe. Erbaut 1869 an der Stelle der 1868 abgebrochenen Haarentorwache, zwischen 1891 und 1930 für die Konditorei Klinge mehrfach umgebaut. | 37470191 |      |